# Nokia 5233
O Nokia 5233 é um smartphone touchscreen da Nokia.
O Nokia 5233 utiliza o sistema operacional Symbian em sua versão S60 5th.

## Especificações Técnicas[1]

### Display
Possui uma tela touchscreen resistiva de 3,2 polegadas, com resolução de 360 pixels de largura por 640 pixels de altura.

### Câmera
- Efeitos de tonalidade:
  - Normal
  - Sepia
  - Negativo
  - Preto e branco
  - Vívido
- Equilíbrios de branco
  - Automático
  - Ensolarado
  - Nublado
  - Incandescente
  - Fluorescente

#### Imagem
- Câmera digital de 2.0 megapixels
- Zoom digital de 3x

#### Vídeo
- gravação na resolução VGA ou (640x480) á 30 frames por segundo.

### Processador
Processador ARM 11 de 434 MHz

### Memória
- Memória RAM 128MB
- Slot para cartão de memória microSD com hot-swapping de até 16 GB
- 70 MB de memória dinâmica interna

### Conectividade
- Bluetooth versão 2.0
- Suporte para MTP (Mobile Transfer Protocol)
- Impressão direta com impressoras de imagem compatíveis
- Suporte para sincronização de PC com Nokia Ovi Suite

### Conectores
- Conector microUSB, USB 2.0
- Conector AV Nokia de 3,5 mm

### Aplicativos do Aparelho
Esse modelo é totalmente compatível com aplicativos Java para telefones celulares e com aplicações SIS e SISX, que podem não ser sempre compatíveis por complicações de Hardware.
Possui calculadora simples, conversor de unidades, dicionário, reprodutor de músicas, reprodutor de vídeos (Real Player), navegador Web, aplicativos para fácil acesso a redes sociais (Facebook, Myspace, Friendster, Hi5) e à loja Amazon, dentre outros.
O Nokia 5230 faz parte de uma gama de aparelhos Nokia a possuírem acesso direto à OVI Store, uma loja de aplicativos da Nokia, como o Windows Phone Store, Android Market ou a iPhone App Store (iTunes Store).